# 布伦什塔特
布伦什塔特（发音：[bʁunʃtat]）是法国上莱茵省的一个市镇，属于米卢斯区和布伦什塔特县（Brunstatt）。该市镇总面积9.66平方公里，2009年时的人口为6145人。

## 地名发音问题
该地名Brunstatt来源于德语，拼读方式不符合法语正字法，其标准发音为[bʁunʃtat]，根据实际发音其应译作“布伦什塔特”，《世界地名翻译大辞典》中将其按非标准发音译作“布伦斯塔特”。

## 人口
布伦什塔特人口变化图示